# Motocicleta estándar

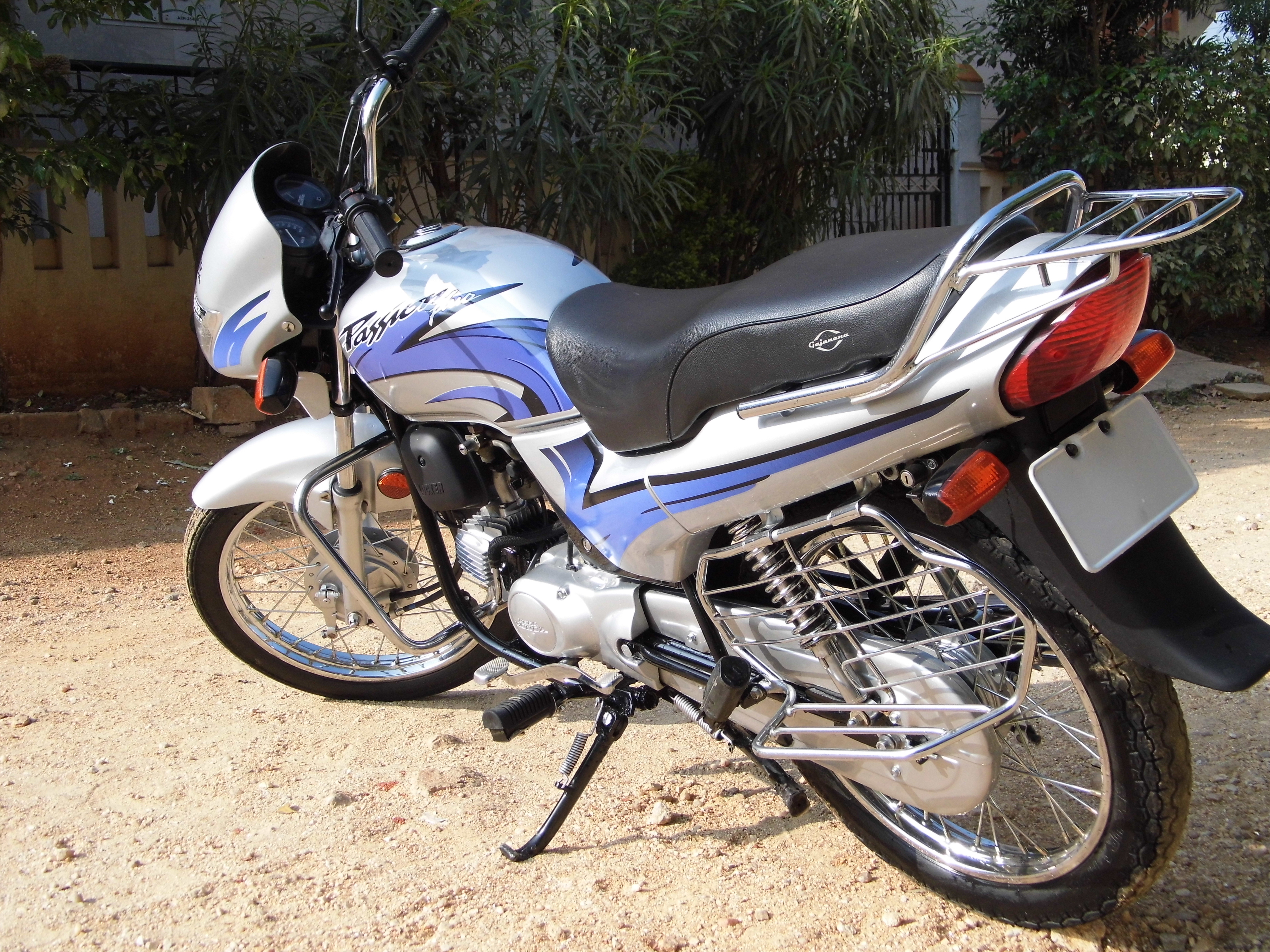
Motocicleta clásica eficaz para el día a día

Una motocicleta estándar, urbana, de calle, o de trabajo y transporte, son motocicletas que no están especializadas para una función específica, por lo que tienen prestaciones modestas en todos los aspectos, pero muy versátiles. Tienen un peso bajo (200 kg o menos), con capacidad de carga media o baja (menor a 250 kg con todo y piloto). 
Su posición de manejo es media, con el cuerpo erguido y pies alineados con los hombros. Son motocicletas de ciudad para caminos pavimentados, sus llantas tienen figuras poco profundas y están diseñadas para funcionar en lluvia o piso seco.

## Prestaciones
Las velocidades que alcanzan son un máximo de 120 km/h (75 millas por hora) y el tamaño de los motores van desde unos 110 cc hasta un máximo de 500 cc. No tienen carenado o el mismo es muy ligero. El enfriamiento del motor es por aire y/o con pequeños radiadores de aceite. Su peso seco bajo junto con su potencia moderada da como resultado un bajo consumo de combustible. A veces se recomiendan para motociclistas principiantes por su bajo precio y sus potencias mesuradas. Son buenas motocicletas de trabajo por ser de precio y consumo económicos.